# Ernst Ludwig (Politiker)
Ernst Ludwig (* 25. Februar 1927 in Ulm; † 24. Mai 2017 ebenda) war ein deutscher Jurist und Politiker der CDU.

## Ausbildung und Beruf
Ludwig besuchte die Schule in Ulm und legte 1944 das Abitur ab. Anschließend war er Soldat und geriet kurzzeitig in Kriegsgefangenschaft, konnte aber bereits 1945 eine kaufmännische Lehre beginnen, die er 1947 abschloss. Dann studierte er Rechtswissenschaften an der Universität München. Seine Staatsprüfungen legte er 1953 und 1956 ab.
Ab 1956 war Ludwig bei der Stadt Ulm tätig und 1966 übernahm er die Geschäftsführung der Regionalen Planungsgemeinschaft Donau-Iller-Blau, einem Vorläufer der 1973 gegründeten Region Donau-Iller, deren erster Verbandsdirektor er wurde.

## Politische Tätigkeit
Seit den 1960er Jahren war Ludwig auch politisch aktiv. 1967 wurde er Kreisvorsitzender der CDU in Alb-Donau-Ulm. 1972 zog er als Abgeordneter in den Landtag von Baden-Württemberg ein, dem er bis 1984 angehörte. In jener Zeit übte er verschiedene Aufgaben innerhalb der CDU-Landtagsfraktion aus.
Im Februar 1978 holte Ministerpräsident Hans Filbinger Ludwig in sein Kabinett und übertrug ihm die Aufgabe eines Staatssekretärs im Ministerium für Raumordnung, Wirtschaft und Verkehr unter Minister Rudolf Eberle. Dieses Amt übte Ludwig auch in den beiden ersten Kabinetten von Ministerpräsident Lothar Späth aus. Im Dezember 1983 wurde Ludwig dann zum Oberbürgermeister der Stadt Ulm gewählt. Er legte daher im März 1984 sein Amt als Staatssekretär nieder. Auch aus dem Landtag schied er Ende 1984 aus. Ludwig leitete dann für acht Jahre die Geschicke der Stadt Ulm. In jener Zeit konnte die Arbeitslosigkeit der Stadt Ulm stark reduziert werden und die Stadt einen großen Einwohnerzuwachs verzeichnen. Ende 1991 verzichtete Ludwig aus Altersgründen auf eine zweite Amtszeit als Oberbürgermeister. Zu seinem Nachfolger wählte die Bevölkerung der Stadt im Dezember 1991 den SPD-Kandidaten Ivo Gönner.

## Familie und Privates
Ludwig war seit 1963 verheiratet mit Angela geb. Vogelsang und hatte mit ihr einen Sohn (* 1966) und eine Tochter (* 1968).

## Würdigungen
Ludwig erhielt unter anderem die Ehrensenatorwürde der Universität Ulm, 1983 das Verdienstkreuz 1. Klasse der Bundesrepublik Deutschland, 1990 die Verdienstmedaille des Landes Baden-Württemberg und 1992 die Ehrenbürgerwürde Ulms.